# Chiesa dei Santi Simone e Giuda (Nodica)
La chiesa dei Santi Simone e Giuda si trova a Nodica nel comune di Vecchiano.

## Storia e descrizione
La chiesa attuale fu realizzata nei primi decenni dell'Ottocento su un preesistente edificio medioevale di cui non restano tracce visibili.
A destra della sobria facciata sorge il massiccio campanile, in muratura eterogenea, che un'epigrafe data al 1319. Al suo interno alloggiano tre campane intonate in Fa#3 maggiore.
L'interno, ad aula unica, è decorato secondo il gusto neoclassico con rigore geometrico sottolineato da alte colonne dipinte e da una cornice aggettante sopra la quale è una zona a fasce bicrome includente pannelli con l'effigie di santi.